# Nasu-Hakola-Krankheit
Die Nasu-Hakola-Krankheit (Nasu-Hakola-Syndrom; NHD) ist eine sehr seltene, zu den Leukodystrophien und Lipodystrophien gehörige angeborene Erkrankung mit den Hauptmerkmalen einer fortschreitenden Demenz mit Degeneration von Nerven und systemischem Fettgewebe sowie einer polyzystischen Osteodysplasie.
Synonyme sind: Demenz, progrediente und polyzystische Osteodysplasie; PLOSL, Akronym für Polyzystische Lipomembranöse Osteodysplasie mit Sklerotischer Leukoenzephalopathie; PLO-SL; Osteodysplasie, lipomembranöse polyzystische - sklerosierende Leukoenzephalopathie; Järvi-Hakika-Nasu-Syndrom; Järvi-Hakola-Nasu Syndrom; englisch Presenile Dementia With Bone Cysts; Dementia, Prefrontal, With Bone Cysts; Dementia, Progressive, With Lipomembranous Polycystic Osteodysplasia; Brain-Bone-Fat Disease.
Die Namensbezeichnungen beziehen sich auf die Erstautoren von Beschreibungen aus dem Jahre 1970 durch den finnischen Neurologen H. P. A. Hakola und seinen Mitarbeiter O. H. Järvi und 1973 durch den japanischen Pathologen T. Nasu.

## Verbreitung
Die Häufigkeit wird mit unter 1 zu 1.000.000 angegeben, die Vererbung erfolgt autosomal-rezessiv.
Die meisten der über 200 beschriebenen Patienten stammen aus Japan oder Finnland.

## Ursache
Der Erkrankung liegen Mutationen im TREM2-Gen im Chromosom 6 an der Location p21.1 oder im TYROBP-Gen im Chromosom 19 an q13.12 zugrunde, welche für das Tyrosin-Kinase-bindende Adaptor-Protein oder den dazugehörigen Rezeptor kodieren.

## Klinische Erscheinungen
Klinische Kriterien sind:
- Normale Entwicklung während der Kindheit
- Krankheitsbeginn spätestens im jungen Erwachsenenalter mit Schmerzen in den Händen, Handgelenken, Knöcheln und Füßen, Frakturneigung aufgrund der Knochenveränderungen
- Persönlichkeitsveränderungen (Frontallappen-Syndrom), progressive Gedächtnisstörungen, generalisierte epileptische Anfälle, Pyramidenbahnzeichen
- fortschreitende Demenz ab dem 4. oder 5. Lebensjahrzehnt

## Diagnose
Die Diagnose ergibt sich aus den klinischen Befunden und den Ergebnissen der radiologischen Untersuchungen.
Bildgebend findet sich im Röntgenbild eine symmetrische Zystenbildung teilweise mit Auftreibung der Metaphysen von  Röhrenknochen,  Hand- und Fußwurzelknochen, in der Computertomographie bzw. in der Magnetresonanztomographie Zeichen der kortikalen Atrophie und Verkalkungen der Basalganglien.

## Differentialdiagnose
Radiologisch ist die Fibröse Dysplasie, klinisch die Alzheimer-Krankheit abzugrenzen, ferner auch CARASIL.

## Pathologie
Histologisch findet sich eine Umwandlung des systemischen Fettgewebes membranozystisch, im Zentralnervensystem eine sklerosierende Leukodystrophie mit Demyelinisierung frontotemporal.

## Geschichte
Einzelheiten, wer wann diese Erkrankung zuerst beschrieben hat finden sich in einem Bericht von M. Kaneko und Mitarbeitern.